# اسون روسن
اسون روسن (انگلیسی: Sven Rosén; ۱۰ مارس ۱۸۸۷ – ۲۲ ژوئن ۱۹۶۳) ژیمناست هنری اهل سوئد بود.